# جيمس أ. هيوز
جيمس أ. هيوز هو سياسي أمريكي، ولد في 27 فبراير 1861 في أونتاريو في كندا، وتوفي في 2 مارس 1930 في ماريون في الولايات المتحدة. نشط حزبياً في الحزب الجمهوري. وقد انتخب عضو مجلس ولاية فيرجينيا الغربية ‏ وانتخب عضو مجلس النواب الأمريكي ‏.